# Александровка (Корюковский район)
Алекса́ндровка (укр. Олекса́ндрівка) — село в Корюковском районе Черниговской области Украины. Население 767 человек. Занимает площадь 2,511 км².
Код КОАТУУ: 7422480501. Почтовый индекс: 15352. Телефонный код: +380 4657.

## Власть
Орган местного самоуправления — Александровский сельский совет. Почтовый адрес: 15352, Черниговская обл., Корюковский р-н, с. Александровка, ул. Центральная, 111а.